# Ану (міфологія)
А́ну (з шумерської: 𒀭 ān, «небо», «небеса»; пізніше в аккадській: 𒀭𒀀𒉡 ān.a.nu, рідше 𒀭𒈾 ān.na; також Ан) — в шумеро-аккадській міфології верховний бог неба, «батько усіх богів» та повелитель богів Ануннаків. Разом з Енлілем (богом прісних та плідних вод) та Енкі (повелителем вітрів) входив до числа найстаріших і наймогутніших богів пантеону Межиріччя.
У шумерській міфології Ану народився з первісної води Намму, тоді як у пізньому аккадському епосі про створення світу Енума Еліш він народився від Аншар та Кішар (сукупності неба та землі). Ану існував в шумерській міфології як купол, що покриває пласку землю, поза цим куполом є первинне тіло води — Тіамат. Також в шумерській міфології значення слова «Ан» поєднувалось з раєм чи небесами, тому в деяких випадках сумнівно чи в міфах згадувався бог Ану чи рай. Аккадці перейняли від шумерів бога Ан, однак в їхньому клинописі його можна сплутати з Анумом — богом війни аккадців.
Його титул — «батько богів». Ану був спочатку невід'ємно пов'язаний з богинею землі Кі (також Тілт або Урас). Від шлюбу з Кі, з'явився бог повітря Енліля, який відділив небо від землі. Також Кі була матір'ю Ануна, а Урас — Нінінсінна. За легендами небо і земля були одним цілим поки не народився Енліль, бог повітря, що розділив їх. Деякі джерела говорять що Ану і Кі були братом та сестрою, дітьми Аншара та Кішари. Також є теорія, що Кі перетворилась згодом у аккадську богиню Анту. Пізніше його дружиною було божество на ім'я Анту, жіноча форма його імені. Проте Ану по-різному описують як батька Енліля, Енкі, Адад (Хадду) або Ламашту, іноді також Інанни (Іштар).
Ану мешкав на найвищих небесах, призначених йому за жеребом згідно з епосом Atra-Hasis, міфом про потоп. Як голова божественних зборів, Ану встановив царство, згідно з гімном. Ця роль відображена в ранніх шумерських особистих іменах та в легенді про Етану, де символічні регалії царської влади (символом Ану була рогата тіара) «були встановлені перед Ану на небесах».
Як батько богів, він судив божеств, що провинилися, призиваючи їх постати перед його небесним троном. Ану ніколи не спускався на землю і ніколи не втручався в справи людей, перебуваючи в турботі про всесвіт. Він ніколи не згадувався в міфах як головний герой, будучи вищим символом влади. Однак в міфах він нерідко ворожий до людей: наслав на Урук місячного тельця, чи вимагав смерті Гільгамеша. Найбільше він проявив себе у міфі, що зв'язаний з святом місячного затемнення, коли боги хотіли забрати собі силу Ану. Тоді верховний бог створив семеро злобних демонів і наслав їх на бога місяця.
Пізніше, коли вавилоняни успадкували релігію в шумерів, головна трійця богів була розділена, і кожне божество стало покровителем окремого міста: Ану — Урука, Енліль — Ніппура, Енкі — Еріду, тому кожне з трьох головних божеств набувало властивостей усієї трійці і вело до створення свого пантеону, де займало найвище місце. У Ніппурі Енліль займав центральне місце, так само було і в Уруці, де поклонялись Ану, однак, якщо звернутись до Еріду, то там поклонялись Енкі, та храм Ану в центрі міста набув у ті часи великого значення. В астральній теології Вавилону та Ассирії Ану, Енліль та Енкі уособлювали три зони екліптики: північ, середину та південь.

## Походження імені

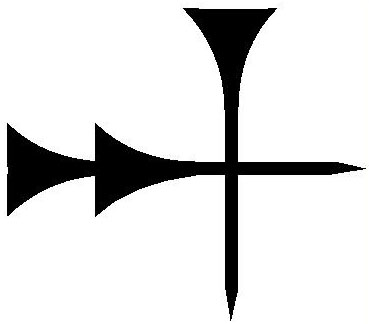
Пізніший варіант написання знаку ān, на противагу.

Оригінальне шумерське ім'я Ану було Ан (𒀭; ān). Знак 𒀭 використовувався як логограма для шумерського слова ān, що позначало «небо» або «небеса». Це його оригінальне ідеографічне значення, що походить від його зоряної піктографічної форми. Знак також був логограмою для шумерського слова dig̃ir, що означало «бог» або «богиня». Згодом знак 𒀭 стали використовувати як божественний детермінатив, який умовно транслітерується як надрядковий d (наприклад, da.nu) і мовчазно вказує на те, що наступне слово є іменем божества, міфичним чудовиськом або пов'язаним релігійним поняттям. Детермінативи були вирішальними в шумерському клинописі через моносилабічну систему мови та численні омоніми, допомагаючи уточнювати значення та усувати неоднозначність. Унікальною конвенцією в шумерських текстах є те, що ім'я Ану ніколи не уточнувалося знаком dig̃ir (божественним детермінативом). Ця унікальна відсутність божественного детермінатива перед іменем Ану є не просто граматичною умовністю, а відображає глибоке теологічне розуміння, вбудоване в саму систему письма. Сам знак 𒀭, який представляє «небо», «божество» і насамперед бога Ану, тому несе в собі його божественну сутність. Це вказує на те, що ідентичність Ану була настільки фундаментально переплетена з поняттями божественності та небес, що жодного додаткового маркера не вважалося за потрібне. Через це доволі важко визначити коли саме 𒀭 могли використати на позначення саме бога Ану, а не просто божества.
Аккадська форма, Ану (𒀭𒀀𒉡; da.nu), є семітизованою версією шумерського «Ан». В текстах зустрічалися як шумерограма 𒀭, так і новотвори 𒀭𒀭 (ān.um або просто dān, тоді перший 𒀭 виступав детермінативом), 𒀭𒀀𒉡 (da.nu) . Ба більше, іноді зустрічалася форма 𒀭𒐕, тобто число 60, яке вважалося сакральним.

## Зображення бога
Ану майже ніколи не з'являється в месопотамському мистецтві з впізнаваною антропоморфною формою. Натомість його присутність часто символізувалася.

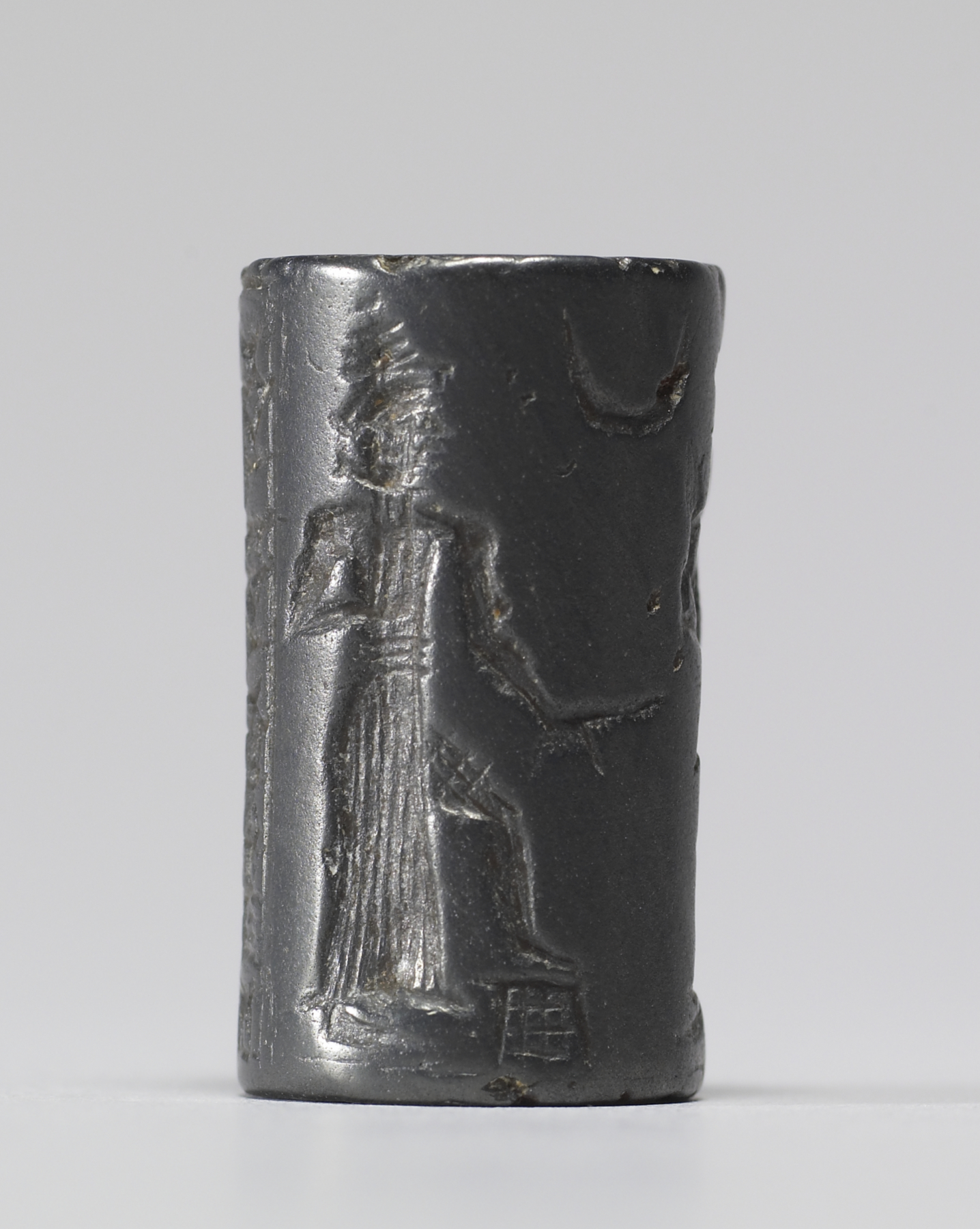
Печатка зображує божество, що стоїть у довгому вбранні з опорою на ногу. Наявність рогатої корони наводить на думку, що це може бути зображення Ану.

### Рогата корона
Ану зазвичай зображувався у вигляді рогатої корони, що лежить на п'єдесталі або троні, символізуючи силу, владу і його статус Царя Богів. Текстові джерела каситського періоду пояснюють, що символом Ану була рогата корона на п'єдесталі. Це також засвідчено на деяких кудурру (прикордонних каменях), де він зазвичай присутній у верхній частині, під символами Іштар, Шамаша та Сіна, яких зображували на верхівках таких пам'ятників через те, що вони символізували небесні тіла. Ану також зображували у вигляді рогатої корони на новоассирійських рельєфах. За словами Ендрю Р. Джорджа, посилання на «трон» божества, відоме з різних топографічних текстів як з Вавилонії, так і з Ассирії, також стосуються зображення у вигляді емблеми, розміщеної на п'єдесталі. Було зазначено, що символічні зображення Ану були ідентичними зображенням Енліля. Подібний символ також міг представляти Ашшура в новоассирійський період. Усіх трьох цих богів можна було зобразити в цій формі на тих самих рельєфах.

### Піктограма зірки
Піктограма зірки (𒀭) була його оригінальним і винятковим символом, що втілював його панування над небесами та космічним порядком. Оскільки Ану був провідним божеством, його символ поширився, щоб позначати «божественність» і «бога» в цілому.

### Бик Небес
Ранні зображення іноді уявляли Ану як великого бика, пов'язуючи його з родючістю та космічною стабільністю. Цей образ пізніше еволюціонував у Бика Небес, окрему міфологічну сутність, що належала Ану, і яка символізувала небесну силу та владу, а також була пов'язана із сузір'ям Тельця.

### Інші символи
Ану асоціювався зі священним числом 60, яке представляло повноту та верховенство в месопотамській нумерології. З деяких текстових джерел відомо, що Ану також міг тримати типові символи божественної царської влади, такі як скіпетр і кільцеподібний об'єкт.

## Міфологія
Ану був божественним уособленням неба, відповідальним за встановлення космічного порядку шляхом відділення неба від землі. Він описувався як цар богів і вважався джерелом усієї легітимної влади, даруючи право правити як богам, так і смертним царям. Найвищий бог у пантеоні, як вважалося, володів da-nu-ti, тобто «небесною владою» або «божественною силою».

### Ану в міфологічних наративах
Ану з'являється в кількох ключових месопотамських міфах, хоча його роль часто є більш опосередкованою, ніж активною. Незважаючи на його теоретичну верховність, кількість міфів, що зосереджуються на ньому, невелика, і йому лише рідко активно поклонялися.

#### Шумерські міфи про створення світу
Основним джерелом інформації про шумерське уявлення щодо створення світу є пролог до епічної поеми «Гільгамеш, Енкіду та Підземний світ». Він коротко описує процес створення: спочатку існує лише Намму, первісне море. Потім Намму народжує Ану (небо), і Кі (землю). Ан і Кі спаровуються, внаслідок чого Кі народжує Енліля, бога вітру. Енліль відокремлює Ану від Кі і забирає землю як своє володіння, тоді як Ану забирає небо. У шумерській космогонії небо уявлялося як серія з трьох куполів, що покривають пласку землю. Кожен з цих небесних куполів, як вважалося, був зроблений з іншого дорогоцінного каменю. Ану вважався найвищим і найвіддаленішим з цих куполів, який, як вважалося, був зроблений з червонуватого каменю.

#### Епос про Гільгамеша
У аккадській версії «Епосу про Гільгамеша» Ану наказує Аруру створити Енкіду для того щоби відволікти Гільгамеша, який набрид жителям міста Урук. А згодом Ану відіграє вирішальну роль, коли його дочка Іштар переконає його віддати їй Бика Небес, щоб вона могла послати його атакувати Гільгамеша. Цей інцидент призводить до смерті Бика Небес, а Енкіду, друг Гільгамеша, кидає ногу Бика на голову Іштар. У Таблиці VII епосу Енкіду розповідає про сон, у якому боги Ану, Еа та Шамаш вирішують, що Енкіду повинен померти за вбивство бика.

## Поклоніння
Ану рідко згадується в особистих іменах, жертвоприношеннях чи гімнах, що вказує на те, що його роль у релігійній практиці була незначною. Центром поклоніння Ану був Урук де він був одним із головних божеств поруч з Інанни (Іштар) і Нанайї. Однак Ану зазвичай ділив храми та жертвоприношення з іншими божествами, такими як Інанна (Іштар) в Уруку та Ніппурі, або Адад в Ашшурі. Починаючи з ІІ тис. до н.е., Ану все частіше зустрічається лише як загальний член божественної тріади Ану, Енліль та Еа.
До кінця Нововавилонського періоду його культ мав менший розмах, ніж їхній. Часто припускають, що так званий «Білий храм», який датується культури Урук IV (3500–3100 рр. до н. е.), був його початковим культовим центром, і його навіть іноді називають «зикуратом Ану» в сучасній літературі. Однак немає доказів того, що Ану насправді поклонялися в цій споруді.
Його короткочасне відродження на чолі пантеону в періоди Ахеменідів та еллінізму було обмежене містом Урук.